# Міреслеу
Міреслеу (рум. Mirăslău) — село у повіті Алба в Румунії. Адміністративний центр комуни Міреслеу.
Село розташоване на відстані 284 км на північний захід від Бухареста, 33 км на північ від Алба-Юлії, 46 км на південь від Клуж-Напоки.

## Населення
За даними перепису населення 2002 року у селі проживали 908 осіб.
Національний склад населення села:
| Національність | Кількість осіб | Відсоток |
| -------------- | -------------- | -------- |
| румуни         | 568            | 62,6%    |
| угорці         | 318            | 35,0%    |
| цигани         | 21             | 2,3%     |

Рідною мовою назвали:
| Мова      | Кількість осіб | Відсоток |
| --------- | -------------- | -------- |
| румунська | 593            | 65,3%    |
| угорська  | 315            | 34,7%    |